# 乌克兰希腊礼天主教埃德蒙顿教区
烏克蘭希臘禮天主教埃德蒙頓教區（拉丁語：Eparchia Edmontonensis Ucrainorum）是加拿大一個東儀天主教教區（烏克蘭希臘禮），屬溫尼伯總教區。
西加拿大代牧區於1948年1月19日成立，1956年11月3日升為教區。
教區範圍包括艾伯塔。2009年有教友28,845人、八十六個堂區、四十二名司鐸。現任教區主教為達味·莫蒂克。